# 아슈바카
아슈바카족(산스크리트어: अश्वक)은 간다라(오늘날 파키스탄 및 아프가니스탄 출신의 고대 인도아리아인 집단으로, 그들이 살았던 지역은 아슈바카라고 불렸다.

## 어원
산스크리트어 아슈바, 프라크리트어 아사, 아베스타어 아스파는 말을 뜻한다. 아슈바카/아스바칸 또는 아사카라는 이름은 산스크리트어 아슈바 또는 프라크리트어 아사카에서 유래한 것으로 말과 관련된 사람, 즉 기병을 의미한다. 아슈바카족은 특히 군마를 사육하고, 기르고, 훈련하는 직업에 종사했으며, 전문 기병 용병대를 제공하기도 했다. 일부 학자들은 아슈바카인 또는 아사카인의 이름이 현대 파슈툰어에 그대로 보존되어 있는 것으로 보고 있으며, 아프간이라는 이름은 아슈바카에서 유래된 것으로 보고 있다.

## 민족
아소카의 주요 바위 칙령에서 아사카족은 간다라족으로 설명되어 있으며, 캄보자족과는 별도로 기록되어 있다. 알렉산드로스 대왕의 업적을 기록한 고대 그리스 역사가들은 그의 적대자 중 아스파시오이족과 아사케노이족을 언급한다. 역사가 R. C. 마줌다르는 이 단어들을 아슈바카가 와전된 것으로 간주한다. 이는 지역별 발음의 차이로 인해 발생했을 가능성이 있다. 라마 샹카르 트리파티는 아사케노이족이 아스파시오이족과 동맹했거나 그들의 분파였을 가능성이 있다고 생각한다. 그리스인들은 두 집단이 서로 다른 지역에 살고 있다고 기록했는데, 아스파시오이족은 알리상 계곡이나 쿠나르 계곡 중 하나에, 아사케노이족은 스와트 계곡에 각각 살고 있었다.

## 역사
기원전 327년부터 시작된 인도 원정에서 아사케노이족은  2,000명의 기병과 30마리의 코끼리, 30, 000명의 보병을 동원해 알렉산드로스 대왕을 상대로 전투를 벌였지만, 결국 베이라, 마사가, 오라 등의 지역에서 패배한 뒤 항복해야 했다. 아스파시오이족은 야산으로 도망치기로 결정했지만, 그 전에 자신들의 도시인 아리가온을 파괴했고, 그 중 40,000명은 소 230,000마리와 함께 포로로 잡혔다. 디오도로스는 적들인 아슈바카족의 강력함을 기록하면서, 여성들이 남성들과 함께 무기를 들었다며, "수치스러운 삶보다 영광스러운 죽음"을 선호했다고 말했다. 아사케노이족의 주요 지도자는 클레오피스 여왕이었다.
아슈바야나족은 고전 작가들에 의해 훌륭한 가축 사육사와 농업가라는 것이 증명되었다. 아리아노스는 알렉산드로스 시대에 마케도니아인들이 알고 있던 것보다 더 뛰어난 크기와 모양을 가진 많은 수의 황소들(230,000 마리)이 있었는데, 알렉산드로스는 이 소들을 농업에 활용하기 위해 마케도니아로 보내기로 결정했다고 말했다.

### 인용주
1. ↑  Also known in various sources as Āśvakāyana, Āśvāyana, Assakenoi, Aspasioi,[1] and Aspasii,[2] as well as several other Prakrit, Latin and Greek variants.
2. ↑  The statistics for the Assakenoi forces that fought Alexander vary. For example, Barbara West says there were 30,000 cavalry, 20,000 infantry and at least 30 elephants.[14]

### 참조주
1. ↑  Tucci, Giuseppe (1963). “The Tombs of the Asvakayana-Assakenoi”. 《East and West》 14 (1/2): 27–28. ISSN 0012-8376. JSTOR 29754697.
2. 1 2 3  Brunner, C. J. (2020). 〈Aspasii〉.   Yarshater, Ehsan. 《Encyclopædia Iranica, Online Edition》. Encyclopædia Iranica Foundation.
3. 1 2  Bosworth, C. Edmund (2017). 《The Turks in the Early Islamic World》 (영어). Routledge. 33쪽. ISBN 978-1-351-88087-9.
4. 1 2  Tarn, William Woodthorpe (2010년 6월 24일). 《The Greeks in Bactria and India》 (영어). Cambridge University Press. 170쪽. ISBN 978-1-108-00941-6.
5. ↑  Gupta, Parmanand (1989). 《Geography from Ancient Indian Coins & Seals》. Concept Publishing Company. 17–18쪽. ISBN 978-8-17022-248-4.
6. ↑  Chaudhuri, Sashi Bhusan (1955). 《Ethnic Settlements in Ancient India: A Study on the Puranic Lists of the Peoples of Bharatavarsa》. General Printers and Publishers. 51쪽.
7. ↑  Lamotte, Etienne (1988). 《History of Indian Buddhism: From the Origins to the Saka Era》. Trans. Webb-Boin, Sara. Université Catholique de Louvain. 100쪽. ISBN 978-9-06831-100-6.
8. ↑  Majumdar, Ramesh Chandra; Pusalker, Achut Dattatrya; Bhavan, Bharatiya Vidya; Majumdar, A. K.; Ghose, Dilip Kumar; Dighe, Vishvanath Govind (2001). 《The History and Culture of the Indian People》 (PDF) 2. 45쪽.
9. ↑  Tucci, Giuseppe (1977). “On Swāt. The Dards and Connected Problems”. 《East and West》 27 (1/4): 9–103. ISSN 0012-8376. JSTOR 29756375.
10. ↑  Schmitt, Rüdiger (2021). 〈Kamboja〉.   Yarshater, Ehsan. 《Encyclopædia Iranica, Online Edition》. Encyclopædia Iranica Foundation.
11. ↑  Majumdar, Ramesh Chandra (1977) [1952]. 《Ancient India》 Reprint판. Motilal Banarsidass. 99쪽. ISBN 978-8-12080-436-4.
12. 1 2  Bevan, E. R. (1955). 〈Alexander the Great〉.   Rapson, Edward James. 《The Cambridge History of India》 1. Cambridge University Press. 352쪽.
13. ↑  Tripathi, Rama Shankar (1992) [1942]. 《History of Ancient India》 Reprint판. Motilal Banarsidass. 119쪽. ISBN 978-8-12080-018-2.
14. ↑  West, Barbara A. (2009). 《Encyclopedia of the Peoples of Asia and Oceania》. Infobase Publishing. 359쪽. ISBN 978-1-43811-913-7.
15. ↑  Heckel, Waldemar (2010) [2006]. 〈The Conquests of Alexander the Great〉.   Kinzl, Konrad H. 《A Companion to the Classical Greek World》 Reprint판. John Wiley & Sons. 577쪽. ISBN 978-1-44433-412-8.
16. ↑  Dani, Ahmad Hasan; Masson, Vadim Mikhaĭlovich; Harmatta, János; Litvinovskiĭ, Boris Abramovich; Bosworth, Clifford Edmund (1999). 《History of Civilizations of Central Asia》 (PDF). UNESCO. 76쪽.
17. ↑  Achaya, K. T. (2001). 《cf: A Historical Dictionary of Indian Food》. Oxford India Paperbacks. 91쪽.